# Föhrden-Barl
Föhrden-Barl er en by og en kommune i det nordlige Tyskland, beliggende i Amt Bad Bramstedt-Land i
den vestlige del af Kreis Segeberg. Kreis Segeberg ligger i den sydøstlige del af delstaten Slesvig-Holsten.

## Geografi
Föhrden-Barl ligger godt fem kilometer vest for Bad Bramstedt. Bundesstraße B206 fra Itzehoe mod Bad Segeberg går igennem kommunen, som også gennemløbes af Bramau.